# Corneille Van Clève
Corneille Van Clève est un sculpteur français né à Paris le 10 juin 1645 et décédé à Paris le 30 décembre 1732 .

## Biographie
Fils d’une famille d’orfèvres, Van Clève fait son apprentissage dans l’atelier du sculpteur Michel Anguier.
Il est admis à l'Académie royale de peinture et de sculpture en 1681, avec Polyphème.
Il est nommé professeur en 1693, adjoint au recteur en 1706, directeur en 1711, recteur en 1715, chancelier en 1720.

## Œuvres

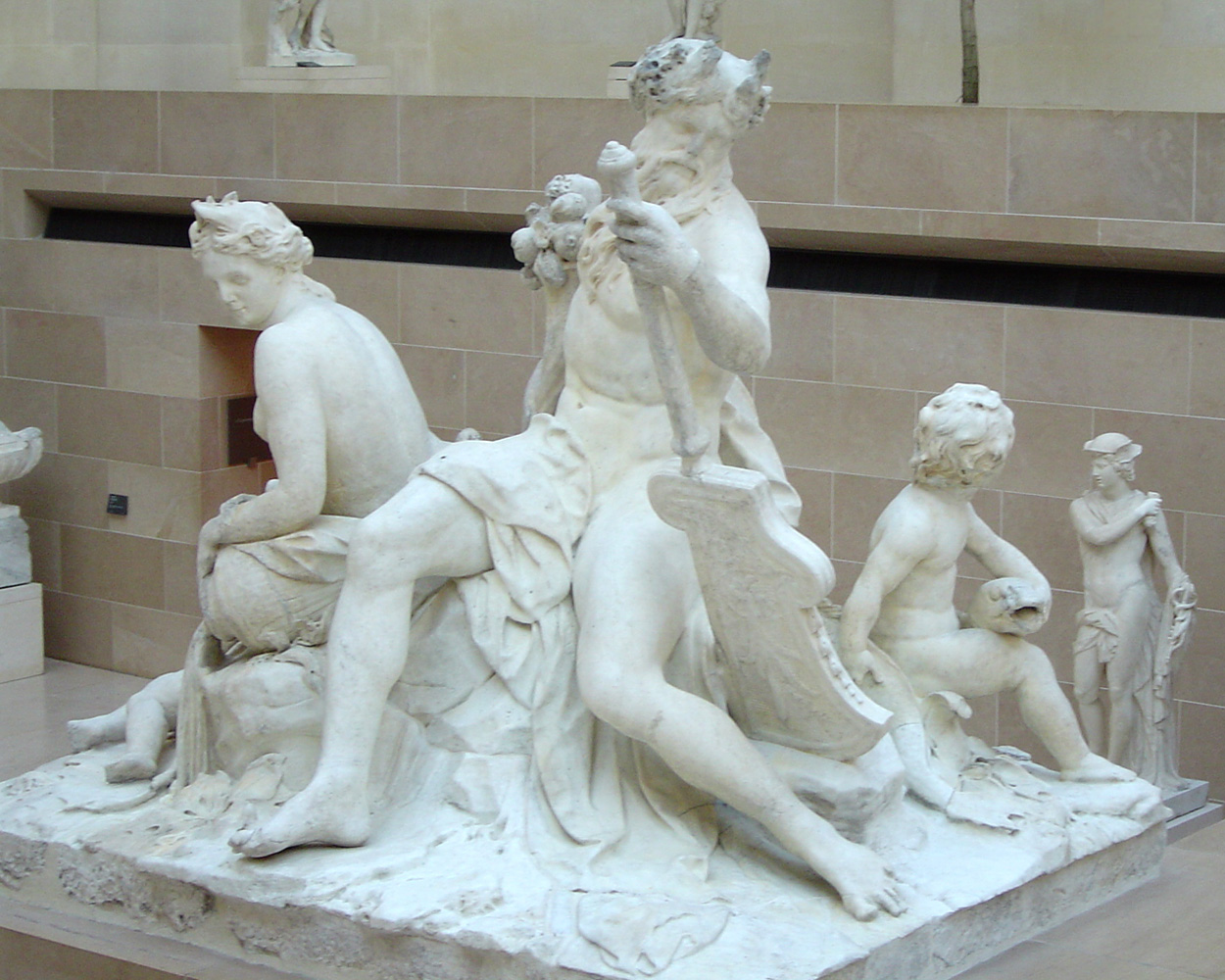
La Loire et le Loiret au musée du Louvre, vers 1707

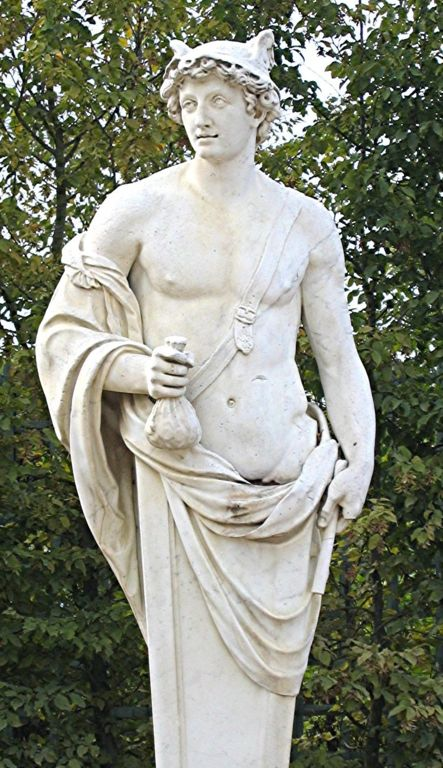
Mercure détail au Chateau de Versailles

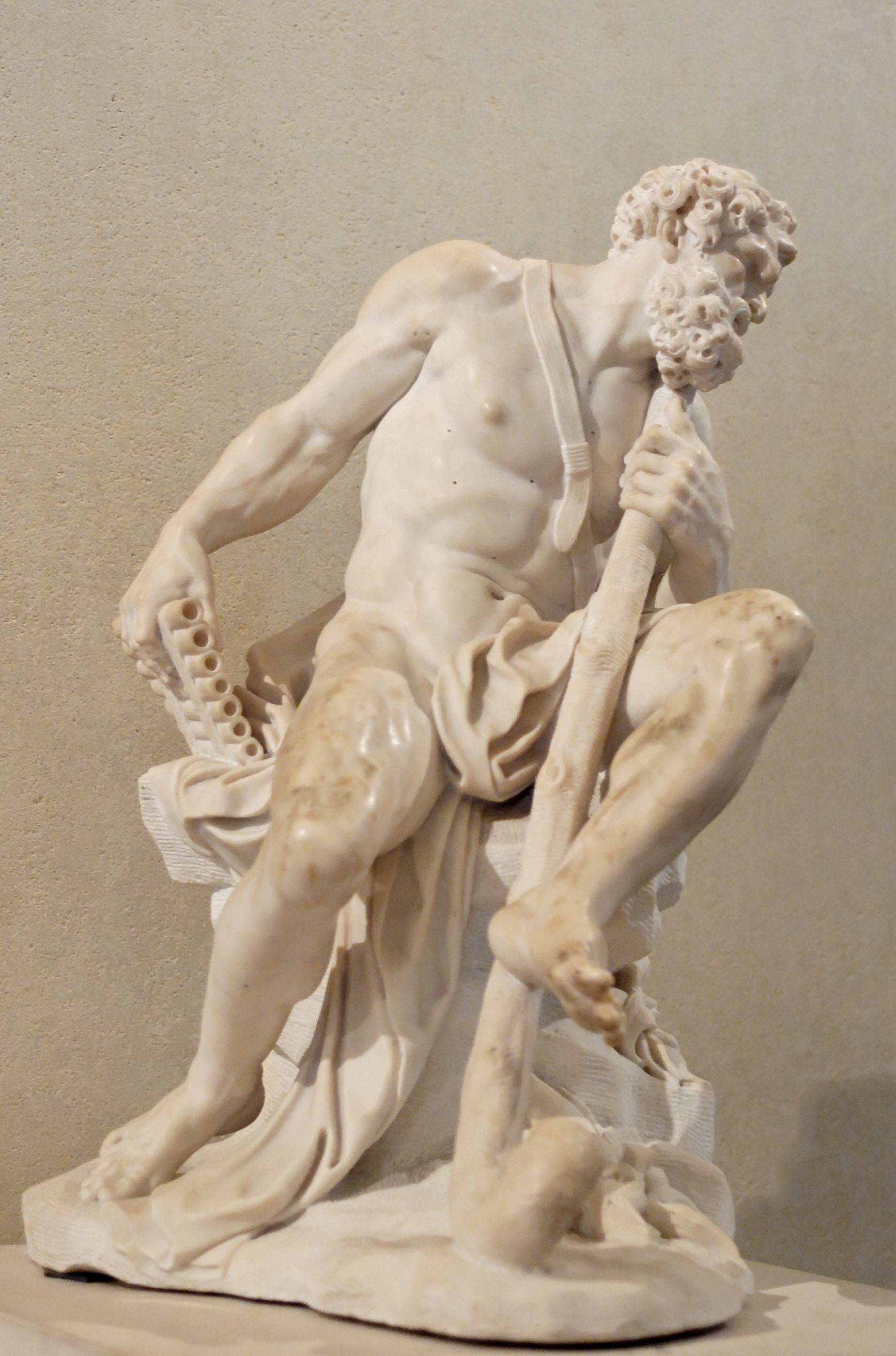
Polyphème, musée du Louvre, œuvre de réception à l'Académie royale de peinture et de sculpture en 1681

- La Loire et le Loiret vers 1707 au musée du Louvre
- Polyphème, Marbre, 1681, pièce de réception pour l'Académie royale. aussi au musée du Louvre.
- Mercure au château de Versailles, entre 1685 et 1687
- Ariane endormie, 1688, au château de Versailles[2].
- Maître-autel du Château de Versailles vers 1708[3]
- L'enfant Jésus endormi sur la Croix, Épinal, musée d'Art Ancien et Contemporain